# Jason Evert
Jason Evert é um autor católico e promotor da castidade. Ele fundou o Totus Tuus Press and Chastity Project, uma organização que promove a castidade principalmente para estudantes do ensino médio e universitários.
Evert obteve um mestrado em teologia pela Universidade Franciscana de Steubenville, com graduação em teologia e aconselhamento, com especialização em filosofia.
Ele é casado com Crystalina Evert, que também é oradora da castidade e dirige o Ministério Made Women New. Crystalina é a autora dos livros Pure Womanhood, Como Encontrar Sua Alma Gêmea Sem Perder Sua Alma e VOCÊ: Vida, Amor e Teologia do Corpo.